# Parapamea buffaloensis
Parapamea buffaloensis là một loài bướm đêm trong họ Noctuidae.